# Tomislav Štriga
Tomislav Štriga (Zagreb, 10. travnja 1952.) je hrvatski kazališni, televizijski i filmski glumac.

## Filmografija

### Televizijske uloge
- "Nepokoreni grad" kao Gutić (1982.)
- "Il generale" kao Stefano Canzio (1987.)
- "Smogovci" kao Dragec Vragec (1982. – 1992.; 1996.)
- "Villa Maria" kao upravitelj Poljak (2004.)
- "Nad lipom 35" kao policajac Oskar (2006. – 2009.)
- "Odmori se, zaslužio si" kao Borisov otac (2010.)

### Filmske uloge
- "Bombaški proces" (1977.)
- "Tomo Bakran" kao Petek (1978.)
- "Punom parom" (1978.)
- "Daj što daš" kao Slavek (1979.)
- "Dva igrača s klupe" kao odvjetnik (2005.)
- "Ko živ ko mrtav" (2005.)

## Vanjske poveznice
- Tomislav Štriga u internetskoj bazi filmova IMDb-u (engl.)